# Tylophora kenejiana
Tylophora kenejiana är en oleanderväxtart som beskrevs av Rudolf Schlechter. Tylophora kenejiana ingår i släktet Tylophora och familjen oleanderväxter. Inga underarter finns listade i Catalogue of Life.